# إنغريد نول
إنغريد نول (بالألمانية: Ingrid Noll) (و. 1935  م) هي كاتِبة، وروائية ألمانية، ولدت في شانغهاي.

## التعليم
تعلمت في جامعة بون.

## جوائز
حصلت على جوائز منها:
- وسام الاستحقاق لبادن-فورتمبيرغ (2002)
- Friedrich Glauser Award  [لغات أخرى]‏ (1994).

## وصلات خارجية
- إنغريد نول على موقع IMDb (الإنجليزية)
- إنغريد نول على موقع مونزينجر (الألمانية)
- إنغريد نول على موقع ألو سيني (الفرنسية)
- إنغريد نول على موقع ميوزك برينز (الإنجليزية)
- إنغريد نول على موقع أول موفي (الإنجليزية)
- إنغريد نول على موقع ديسكوغز (الإنجليزية)
- إنغريد نول على موقع قاعدة بيانات الفيلم (الإنجليزية)